# Procedimenti penali speciali
I procedimenti penali speciali, nell'ordinamento giuridico italiano, sono disciplinati dal Libro VI del codice di procedura penale e sono concepiti allo scopo di garantire uno sviluppo processuale più celere attraverso l'omissione dell'udienza preliminare, della fase dibattimentale o di entrambi.
Sono riti speciali: il patteggiamento, il rito abbreviato, il giudizio immediato, il giudizio direttissimo e il procedimento per decreto.

## Patteggiamento
Il patteggiamento (termine utilizzato per indicare brevemente ciò che più correttamente è definito "applicazione della pena su richiesta delle parti") è il procedimento speciale disciplinato dagli artt. 444 - 448 del Codice di Procedura Penale caratterizzato dalla richiesta rivolta al giudice dall'imputato ovvero dal pubblico ministero (nella prassi è l'imputato ovvero il suo difensore munito di procura speciale ex art. 122 del Codice di Procedura Penale), di applicazione, nella specie e nella misura indicata, di una sanzione sostitutiva o di una pena pecuniaria, diminuita fino a un terzo, ovvero di una pena detentiva che, tenuto conto delle circostanze e diminuita fino a un terzo, non superi i cinque anni (di reclusione o arresto), sola o congiunta a pena pecuniaria, salvo che a formulare la richiesta sia un imputato che abbia riportato più di una precedente condanna (recidiva reiterata), nel quale ultimo caso l'imputato incontra il limite dei due anni di pena detentiva "patteggiabile".
Se la controparte, nella prassi il Pubblico Ministero, presta il consenso ed il Giudice, esaminati gli atti, ritiene di non dover pronunciare sentenza di proscioglimento ex art. 129 del Codice di Procedura Penale e ritiene, altresì, che la qualificazione giuridica del fatto sia corretta e che la pena richiesta sia congrua, viene pronunciata sentenza ai sensi dell'art. 444 del Codice di Procedura Penale.

## Giudizio abbreviato
Il giudizio abbreviato, o rito abbreviato, principale novità del nuovo codice di procedura penale (Art 438 ss. c.p.p.), consente la risoluzione in tempi brevissimi del processo. L'imputato può chiedere che il processo sia definito all'udienza preliminare allo stato degli atti, salvo quando l'imputato subordini la richiesta a un'integrazione probatoria ovvero il giudice ritenga di non poter decidere allo stato degli atti e assuma, anche d'ufficio, gli elementi necessari ai fini della decisione (art. 438 c. 5 e art. 441 c. 5). Terminata la discussione, il giudice pronuncia la sentenza che può essere di proscioglimento o di condanna, nel qual caso la pena, determinata tenendo conto di tutte le circostanze, è diminuita di un terzo. A seguito della riforma entrata in vigore in data 20 Aprile 2019, per i delitti puniti con l'ergastolo, come ad esempio, il reato di omicidio aggravato o quello di sequestro di persona aggravato, non è più possibile richiedere il Giudizio Abbreviato.

## Giudizio immediato
Il giudizio immediato permette all'imputato o al Pubblico Ministero, di chiedere al giudice per le indagini preliminari (gip), nel caso in cui la prova del reato appaia palesemente schiacciante, di sorvolare l'udienza preliminare e quindi di passare direttamente alla fase di dibattimento, snellendo in tal modo l'intera procedura.

## Giudizio direttissimo
Il giudizio direttissimo consente l'omissione nel corso della procedura penale dell'udienza preliminare. Difatti il Pubblico Ministero, allorché l'imputato sia stato arrestato in caso di flagranza di reato, ovverosia nel momento in cui un individuo venga trovato nell'atto di compiere un reato, ha la facoltà di condurre direttamente l'imputato davanti al giudice di dibattimento per il giudizio.

## Procedimento per decreto
Nel procedimento per decreto, il Pubblico Ministero, quando ritiene debba infliggersi una pena pecuniaria, anche in sostituzione di una detentiva, può chiedere al giudice per le indagini preliminari l'emissione di un decreto penale, recante la pena da infliggersi al reo; il provvedimento, se non vi è opposizione da parte dell'imputato, diviene esecutivo.